# Distretto di Beni Haoua
Il distretto di Beni Haoua è un distretto della provincia di Chlef, in Algeria, con capoluogo Beni Haoua.

## Comuni
Il distretto di Béni Haoua comprende tre comuni:
- Beni Haoua
- Breira
- Oued Goussine